# Port lotniczy Lidköping-Hovby
Port lotniczy Lidköping-Hovby (kod IATA: LDK, kod ICAO: ESGL) – port lotniczy położony 3 km na południowy wschód od Lidköping. Dysponuje 1990-metrowym pasem startowym o kierunku 06/24.